# Ігор Гюзелов
Ігор Гюзелов (мак. Игор Ѓузелов, нар. 2 квітня 1976, Струмиця) — колишній македонський футболіст, захисник.
Насамперед відомий виступами за донецький «Металург», бельгійський «Серкль», а також національну збірну Македонії.
Володар Кубка Хорватії. Чемпіон Хорватії. Чемпіон України. Володар Кубка України.

## Клубна кар'єра
У дорослому футболі дебютував 1993 року виступами за команду клубу «Беласиця» (Струмиця), в якій провів два сезони. 
Згодом з 1995 по 2006 рік грав у складі команд клубів «Сілекс», «Хайдук» (Спліт), «Шахтар» (Донецьк), «Металург» (Донецьк) та «Хапоель» (Петах-Тіква). Протягом цих років виборов титул чемпіона Хорватії (з «Хайдуком»), ставав чемпіоном України (з «Шахтарем»).
У 2006 році перейшов до клубу «Серкль», за який відіграв 5 сезонів. Завершив професійну кар'єру футболіста виступами за команду «Серкль» у 2011 році.

## Виступи за збірну
У 1998 році дебютував в офіційних матчах у складі національної збірної Македонії. Протягом кар'єри у національній команді, яка тривала 6 років, провів у формі головної команди країни 18 матчів, забивши 1 гол.

## Титули і досягнення
- Володар Кубка Хорватії (1):

«Хайдук» (Спліт):  1999–00
- Чемпіон Хорватії (1):

«Хайдук» (Спліт):  2000–01
- Чемпіон України (1):

«Шахтар» (Донецьк):  2001–02
- Володар Кубка України (1):

«Шахтар» (Донецьк):  2001–02